# Draft 1993 de la NFL
1992 1994
La draft 1993 de la NFL est la procédure par laquelle les équipes de la National Football League (NFL) sélectionnent les joueurs de football américain universitaire. Elle se déroule du 25 au 26 avril 1993 au Marriot Marquis à New York, dans l'état de New York. Aucune équipe ne choisit de réclamer de joueurs dans la draft supplémentaire cette année-là, mais les Giants de New York et les Chiefs de Kansas City perdent leurs choix de premier et de deuxième tour, respectivement, en raison de la sélection de Dave Brown et de Darren Mickell (en) lors de la draft supplémentaire de 1992.

## Draft
La Draft se compose de 8 tours, qui permettent 30 choix chacun (soit un par équipe en principe).
L'ordre des franchises est normalement décidé pour chaque tour par leurs résultats au cours de la saison précédente : plus une équipe réussit sa saison, plus son choix de draft sera tardif, et inversement. Par exemple, les Patriots de la Nouvelle-Angleterre, avec le pire bilan de la saison 1992 avec 2 victoires contre 14 défaites, obtiennent le premier choix de draft, et le premier choix de chaque tour en alternance avec les Seahawks de Seattle, qui ont le même bilan. À l'inverse les Cowboys de Dallas, vainqueurs du Super Bowl XXVII et donc champions en titre, obtiennent le dernier choix de chaque tour.
Les choix de draft peuvent aussi être échangés entre les équipes, contre d'autres choix de draft ou même des joueurs, ce qui explique que certaines franchises aient plusieurs choix ou même aucun durant un tour.
Les franchises peuvent enfin recevoir des choix de compensations en fin de tour, qui permettent à des équipes ayant perdu plus de joueurs qu'ils ne pouvaient en acquérir à l'inter-saison d'effectuer une sélection supplémentaire.
Légende :
- ° : Intronisé au Pro Football Hall of Fame
- † : Joueur sélectionné pour le Pro Bowl

### 1ertour
Les joueurs sélectionnés au premier tour :
| Choix | Équipe                             | Joueur                 | Postes           | Université                       | Notes                        |
| ----- | ---------------------------------- | ---------------------- | ---------------- | -------------------------------- | ---------------------------- |
| 1     | Patriots de la Nouvelle-Angleterre | Drew Bledsoe †         | Quarterback      | Cougars de Washington State      |                              |
| 2     | Seahawks de Seattle                | Rick Mirer (en)        | Quarterback      | Fighting Irish de Notre-Dame     |                              |
| 3     | Cardinals de Phoenix               | Garrison Hearst (en) † | Running Back     | Bulldogs de la Géorgie           | Jets → Cardinals,            |
| 4     | Jets de New York                   | Marvin Jones (en) †    | Linebacker       | Seminoles de Florida State       | Cardinals → Jets             |
| 5     | Bengals de Cincinnati              | John Copeland (en)     | Defensive end    | Crimson Tide de l'Alabama        |                              |
| 6     | Buccaneers de Tampa Bay            | Eric Curry (en)        | Defensive end    | Crimson Tide de l'Alabama        |                              |
| 7     | Bears de Chicago                   | Curtis Conway (en)     | Wide Receiver    | Trojans d'USC                    |                              |
| 8     | Saints de La Nouvelle-Orléans      | Willie Roaf °          | Offensive tackle | Bulldogs de Louisiana Tech       | Lions → Saints,              |
| -     | Giants de New York                 |                        |                  |                                  | [ Note 1 ]                   |
| 9     | Falcons d'Atlanta                  | Lincoln Kennedy (en) † | Offensive tackle | Huskies de Washington            |                              |
| 10    | Rams de Los Angeles                | Jerome Bettis °        | Running Back     | Fighting Irish de Notre-Dame     |                              |
| 11    | Broncos de Denver                  | Dan Williams (en)      | Defensive End    | Rockets de Toledo                | Browns → Broncos,            |
| 12    | Raiders de Los Angeles             | Patrick Bates (en)     | Safety           | Aggies de Texas A&M              |                              |
| 13    | Oilers de Houston*                 | Brad Hopkins (en) †    | Offensive tackle | Fighting Illini de l'Illinois    | Eagles → Oilers,             |
| 14    | Browns de Cleveland                | Steve Everitt (en)     | Centre           | Wolverines du Michigan           | Broncos → Browns             |
| 15    | Packers de Green Bay               | Wayne Simmons (en)     | Linebacker       | Tigers de Clemson                |                              |
| 16    | Colts d'Indianapolis               | Sean Dawkins (en)      | Wide Receiver    | Golden Bears de la Californie    |                              |
| 17    | Redskins de Washington             | Tom Carter (en)        | Cornerback       | Fighting Irish de Notre-Dame     |                              |
| 18    | Cardinals de Phoenix               | Ernest Dye (en)        | Guard            | Gamecocks de la Caroline du Sud  | Chiefs → 49ers, → Cardinals, |
| 19    | Eagles de Philadelphie             | Lester Holmes (en)     | Guard            | Tigers de Jackson State          | Oilers → Eagles              |
| 20    | Saints de La Nouvelle-Orléans*     | Irv Smith (en)         | Tight end        | Fighting Irish de Notre-Dame     | Cardinals → 49ers → Saints,  |
| 21    | Vikings du Minnesota               | Robert Smith (en) †    | Running Back     | Buckeyes d'Ohio State            |                              |
| 22    | Chargers de San Diego              | Darrien Gordon (en) †  | Cornerback       | Cardinal de Stanford             |                              |
| 23    | Steelers de Pittsburgh             | Deon Figures (en)      | Cornerback       | Buffaloes du Colorado            |                              |
| 24    | Eagles de Philadelphie             | Leonard Renfro (en)    | Defensive tackle | Buffaloes du Colorado            |                              |
| 25    | Dolphins de Miami                  | O. J. McDuffie (en)    | Wide Receiver    | Nittany Lions de Penn State      |                              |
| 26    | 49ers de San Francisco             | Dana Stubblefield †    | Defensive tackle | Jayhawks du Kansas               | Saints → 49ers               |
| 27    | 49ers de San Francisco             | Todd Kelly (en)        | Defensive tackle | Volunteers du Tennessee          |                              |
| 28    | Bills de Buffalo                   | Thomas Smith (en)      | Cornerback       | Tar Heels de la Caroline du Nord |                              |
| 29    | Packers de Green Bay               | George Teague (en)     | Free safety      | Crimson Tide de l'Alabama        | Cowboys → Packers,           |

#### Échanges1ertour
1. ↑    1. 3 Les Jets échangent leur sélection de premier tour (3e) avec Phoenix en échange de la sélection de premier tour de Phoenix (4e) et du running back Johnny Johnson (en).
2. ↑    1. 4 voir #3 Jets → Cardinals
3. ↑    1. 8 Détroit échange ses sélections des premier et quatrième tours (8e et 89e) avec La Nouvelle-Orléans en échange du linebacker Pat Swilling.
4. ↑    1. 11 Cleveland échange sa sélection de premier tour (11e) avec Denver en échange des sélections des premier et troisième tours de Denver (14e et 83e).
5. ↑    1. 13 Philadelphie échange cette sélection de premier tour (13e) avec Houston en échange des sélections des premier et troisième tours de Houston (19e et 75e).
6. ↑    1. 14 voir #11 Browns → Broncos
7. ↑    1. 18 Kansas City échange sa sélection de premier tour (18e) avec San Francisco en échange du quarterback Joe Montana.
8. ↑    1. 18 San Francisco échange sa sélection de premier tour (18e) avec Phoenix en échange des sélections des premier et cinquième tours de Phoenix (20e et 116e).
9. ↑    1. 19 voir #13 Eagles → Oilers
10. ↑    1. 20 voir #18 49ers → Cardinals
11. ↑    1. 20 San Francisco échange sa sélection de premier tour (20e) avec La Nouvelle-Orléans en échange des sélections des premier et troisième tours de La Nouvelle-Orléans (26e et 81e).
12. ↑    1. 26 voir #20 49ers → Saints
13. ↑    1. 29 Dallas échange ses sélections des premier et quatrième tours (29e et 112e) avec Green Bay en échange de deux sélections de deuxième tour, et une de quatrième et huitième tours de Green Bay (46e, 54e, 94e et 213e).

### Joueurs notables sélectionnés aux tours suivants
| Choix | Équipe                             | Joueur                  | Postes           | Université                              | Notes                          |
| ----- | ---------------------------------- | ----------------------- | ---------------- | --------------------------------------- | ------------------------------ |
| 31    | Patriots de la Nouvelle-Angleterre | Chris Slade (en) †      | Defensive End    | Cavaliers de la Virginie                |                                |
| 33    | Lions de Détroit                   | Ryan McNeil (en) †      | Cornerback       | Hurricanes de Miami                     | Jets → Lions                   |
| 40    | Giants de New York                 | Michael Strahan °       | Defensive End    | Tigers de Texas Southern                |                                |
| 41    | Chargers de San Diego              | Natrone Means (en) †    | Running Back     | Tar Heels de la Caroline du Nord        | Raiders → 49ers, → Chargers,   |
| 43    | Broncos de Denver                  | Glyn Milburn (en) †     | Running Back     | Cardinal de Stanford                    |                                |
| 44    | Steelers de Pittsburgh             | Chad Brown (en) †       | Linebacker       | Buffaloes du Colorado                   | Colts → Steelers,              |
| 65    | Colts d'Indianapolis               | Ray Buchanan (en) †     | Cornerback       | Cardinals de Louisville                 | Rams → Colts,                  |
| 70    | Broncos de Denver                  | Jason Elam †            | Kicker           | Rainbow Warriors d'Hawaï                |                                |
| 74    | Chiefs de Kansas City              | Will Shields °          | Guard            | Cornhuskers du Nebraska                 |                                |
| 82    | Buccaneers de Tampa Bay            | John Lynch †            | Strong safety    | Cardinal de Stanford                    | 49ers → Chargers, → Buccaneers |
| 88    | Jets de New York                   | David Ware †            | Offensive tackle | Cavaliers de la Virginie                |                                |
| 89    | Saints de La Nouvelle-Orléans      | Lorenzo Neal †          | Fullback         | Bulldogs de Fresno State                | Lions → Saints                 |
| 96    | Cowboys de Dallas                  | Ron Stone (en) †        | Guard            | Eagles de Boston College                | Raiders → Cowboys,             |
| 118   | Packers de Green Bay               | Mark Brunell †          | Quarterback      | Huskies de Washington                   | Buccaneers → Packers           |
| 131   | Oilers de Houston                  | John Henry Mills (en) † | Tight end        | Demon Deacons de Wake Forest            |                                |
| 144   | Jets de New York                   | Richie Anderson †       | Fullback         | Nittany Lions de Penn State             |                                |
| 160   | Redskins de Washington             | Frank Wycheck (en) †    | Tight end        | Terrapins du Maryland                   | Vikings → Redskins,            |
| 170   | Seahawks de Seattle                | Michael McCrary (en) †  | Defensive End    | Demon Deacons de Wake Forrest           |                                |
| 196   | Cowboys de Dallas                  | Brock Marion (en) †     | Safety           | Wolf Pack du Nevada                     |                                |
| 198   | Patriots de la Nouvelle-Angleterre | Troy Brown †            | Wide Receiver    | Thundering Herd de Marshall             |                                |
| 200   | Jets de New York                   | Craig Hentrich (en) †   | Kicker           | Fighting Irish de Notre-Dame            |                                |
| 207   | Giants de New York                 | Jessie Armstead (en) †  | Linebacker       | Hurricanes de Miami                     |                                |
| 214   | Oilers de Houston                  | Blaine Bishop (en) †    | Safety           | Cardinals de Ball State                 |                                |
| 219   | 49ers de San Francisco             | Elvis Grbac †           | Quarterback      | Wolverines du Michigan                  | Vikings → 49ers                |
| 222   | Chargers de San Diego              | Trent Green †           | Quarterback      | Hoosiers de l'Indiana                   | 49ers → Chargers               |
| N.D.  | Falcons d'Atlanta                  | Robbie Tobeck (en) †    | Centre           | Cougars de Washington State             |                                |
| N.D.  | Colts d'Indianapolis               | Mike Vanderjagt †       | Kicker           | Mountaineers de la Virginie-Occidentale |                                |
| N.D.  | Chiefs de Kansas City              | Mike Bartrum †          | Long snapper     | Thundering Herd de Marshall             |                                |
| N.D.  | Chargers de San Diego              | Darren Bennett (en) †   | Punter           |                                         | [ Note 4 ]                     |
| N.D.  | Seahawks de Seattle                | Mack Strong †           | Fullback         | Bulldogs de la Géorgie                  |                                |
| N.D.  | Redskins de Washington             | Matt Turk (en) †        | Punter           | Warhawks de Wisconsin–Whitewater (en)   |                                |

#### Échanges tours suivants
1. ↑    1. 33 Les Jets échangent leur choix de deuxième tour (33e) avec Détroit en échange des sélections de deuxième et cinquième tours de Détroit (36e et 120e).
2. ↑    1. 41 Les Raiders échangent leur sélection de deuxième tour (41e) avec San Francisco en échange des sélections de deuxième et troisième tour de San Francisco (56e et 81e).
3. ↑    1. 41 San Francisco échange sa sélection de second tour (41e) avec San Diego en échange de la sélection de premier tour de San Diego en 1994.
4. ↑    1. 44 Indianapolis échange sa sélection de deuxième tour (44e) avec Pittsburgh en échange des sélections de deuxième et quatrième tours de Pittsburgh (49e et 107e).
5. ↑    1. 65 Les Rams échangent leur sélection du troisième tour (65e) avec Indianapolis en échange des sélections des troisième et cinquième tours d'Indianapolis (73e et 127e).
6. ↑    1. 82 San Diego échange sa sélection de deuxième tour (48e) avec San Francisco en échange des sélections des troisième, quatrième et cinquième tours de San Francisco (82e, 110e et 138e).
7. ↑    1. 82 Tampa Bay échange sa sélection de troisième tour (64e) avec San Diego en échange des sélections des troisième et quatrième tours de San Diego (82e et 104e).
8. ↑    1. 89 voir #8 Lions → Saints
9. ↑    1. 96 Les Raiders échangent leur sélection de quatrième tour (96e) avec Dallas en échange du wide receiver Alexander Wright (en).
10. ↑    1. 118 Green Bay reçoit ce choix de Tampa Bay à titre de compensation pour la signature de l'agent libre restreint, le running back Vince Workman (en).
11. ↑    1. 160 Les Vikings échangent ce choix avec Washington en échange du wide receiver Joe Johnson (en).
12. ↑    1. 219 Le Minnesota échange sa sélection de huitième tour (219e) avec San Francisco en échange du running back Keith Henderson (en).
13. ↑    1. 222 San Diego échange un choix de sixième tour de la draft 1994 (175e) avec San Francisco pour le choix de huitième tour (222e) des 49ers en 1993.